# Алтай (напитка)
Вижте пояснителната страница за други значения на Алтай.
„Алтай“ е газирана безалкохолна напитка, произвеждана в България през 70-те и 80-те години на XX век.
Тя е създадена през 1970 година от фармацевта Никола Костов като местна алтернатива на произвежданата с вносен концентрат „Кока-Кола“. Има сложен състав, включващ 25 местни билки, а името си дължи на внасяния от Съветския съюз алтайски корен. „Алтай“ има специфичен остър и неприятен вкус и производството му остава ограничено, а през 80-те години постепенно е изоставено от държавния монопол „Безалкохолни напитки и минерални води“.